# Esperança (Póvoa de Lanhoso)
Esperança é uma povoação portuguesa do Município de Póvoa de Lanhoso que foi sede da extinta Freguesia de Esperança, freguesia que tinha 3,68 km² de área e 339 habitantes (2011), e, por isso, uma densidade populacional de 92,1 hab/km².
A Freguesia de Esperança foi extinta (agregada) pela última Reorganização administrativa do território das freguesias, de acordo com a Lei nº 11-A/2013 de 28 de Janeiro, tendo o seu território sido agregado ao da Freguesia de Brunhais para constituir a União de freguesias de Esperança e Brunhais com sede em Esperança.

## População
| População da freguesia de Esperança (1864 – 2011) | População da freguesia de Esperança (1864 – 2011) | População da freguesia de Esperança (1864 – 2011) | População da freguesia de Esperança (1864 – 2011) | População da freguesia de Esperança (1864 – 2011) | População da freguesia de Esperança (1864 – 2011) | População da freguesia de Esperança (1864 – 2011) | População da freguesia de Esperança (1864 – 2011) | População da freguesia de Esperança (1864 – 2011) | População da freguesia de Esperança (1864 – 2011) | População da freguesia de Esperança (1864 – 2011) | População da freguesia de Esperança (1864 – 2011) | População da freguesia de Esperança (1864 – 2011) | População da freguesia de Esperança (1864 – 2011) | População da freguesia de Esperança (1864 – 2011) |
| ------------------------------------------------- | ------------------------------------------------- | ------------------------------------------------- | ------------------------------------------------- | ------------------------------------------------- | ------------------------------------------------- | ------------------------------------------------- | ------------------------------------------------- | ------------------------------------------------- | ------------------------------------------------- | ------------------------------------------------- | ------------------------------------------------- | ------------------------------------------------- | ------------------------------------------------- | ------------------------------------------------- |
| 1864                                              | 1878                                              | 1890                                              | 1900                                              | 1911                                              | 1920                                              | 1930                                              | 1940                                              | 1950                                              | 1960                                              | 1970                                              | 1981                                              | 1991                                              | 2001                                              | 2011                                              |
| 538                                               | 516                                               | 497                                               | 463                                               | 469                                               | 576                                               | 560                                               | 666                                               | 684                                               | 729                                               | 747                                               | 659                                               | 550                                               | 436                                               | 339                                               |

## Património
- Ponte de Mem Gutierres, Ponte de Esperança ou ainda Ponte Domingues Terna, sobre o rio Ave